# Gouvernementsgebäude (Ingolstadt)

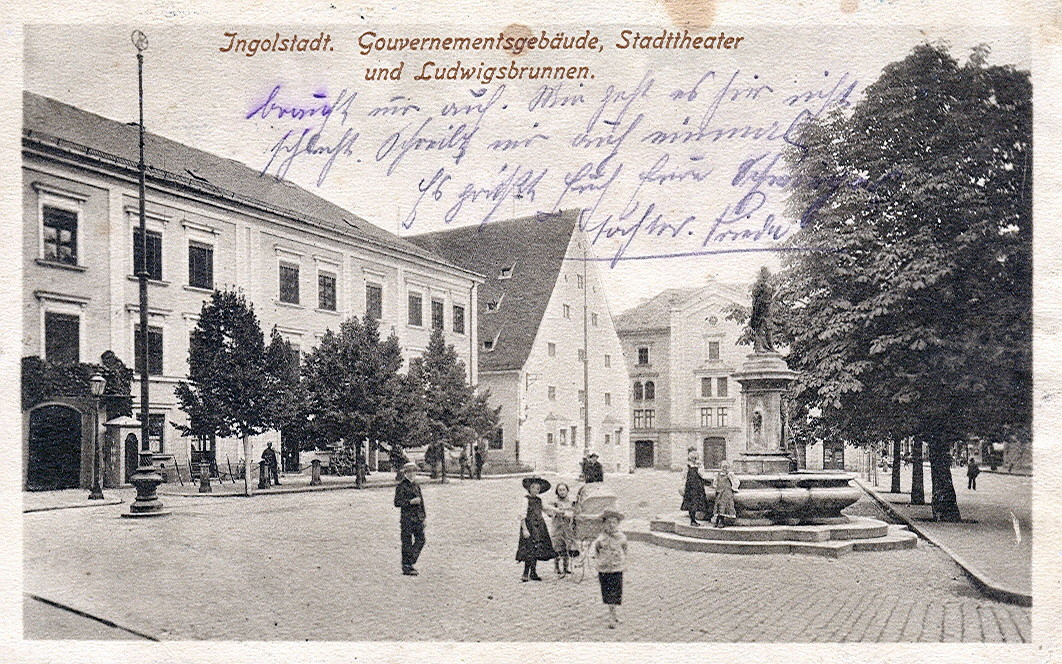
Ansicht des Gouvernementsplatzes auf einer Postkarte um 1915. Auf der linken Seite befindet sich das Gouvernementsgebäude.

Das Gouvernementsgebäude war ein Verwaltungsbau am Rathausplatz (damals Gouvernementsplatz) in Ingolstadt und beherbergte die Militärverwaltung sowie die Amtsräume des Gouverneurs der Landesfestung. Nachdem Ingolstadt 1914 seinen Rang als Hauptlandesfestung eingebüßt hatte, wurde die Einrichtung offiziell nur mehr als Kommandantur bezeichnet.

## Geschichte
Das Gebäude wurde 1873 bis 1874 durch Zusammenlegung und Umbau des so genannten Kandlerhauses und des ehemaligen städtischen Zoll- und Waaghauses geschaffen. Der dreigeschossige Bau mit Walmdach und breit gelagerter, in einfachen neoklassizistischen Formen gehaltenen Fassade bildete den nordöstlichen Abschluss des Gouvernementsplatzes. Davor befand sich der heute am Paradeplatz stehende Brunnen sowie das Gebäude der Wache.
Durch einen Luftangriff am 26. April 1945 wurde das Gebäude schwer beschädigt und brannte aus. Die Ruine wurde nach dem Krieg zusammen mit dem benachbarten Salzstadel und der nahegelegenen Augustinerkirche abgebrochen. An Stelle des Gouvernementsgebäudes entstand 1957 bis 1960 das Neue Rathaus.